# Hardtop

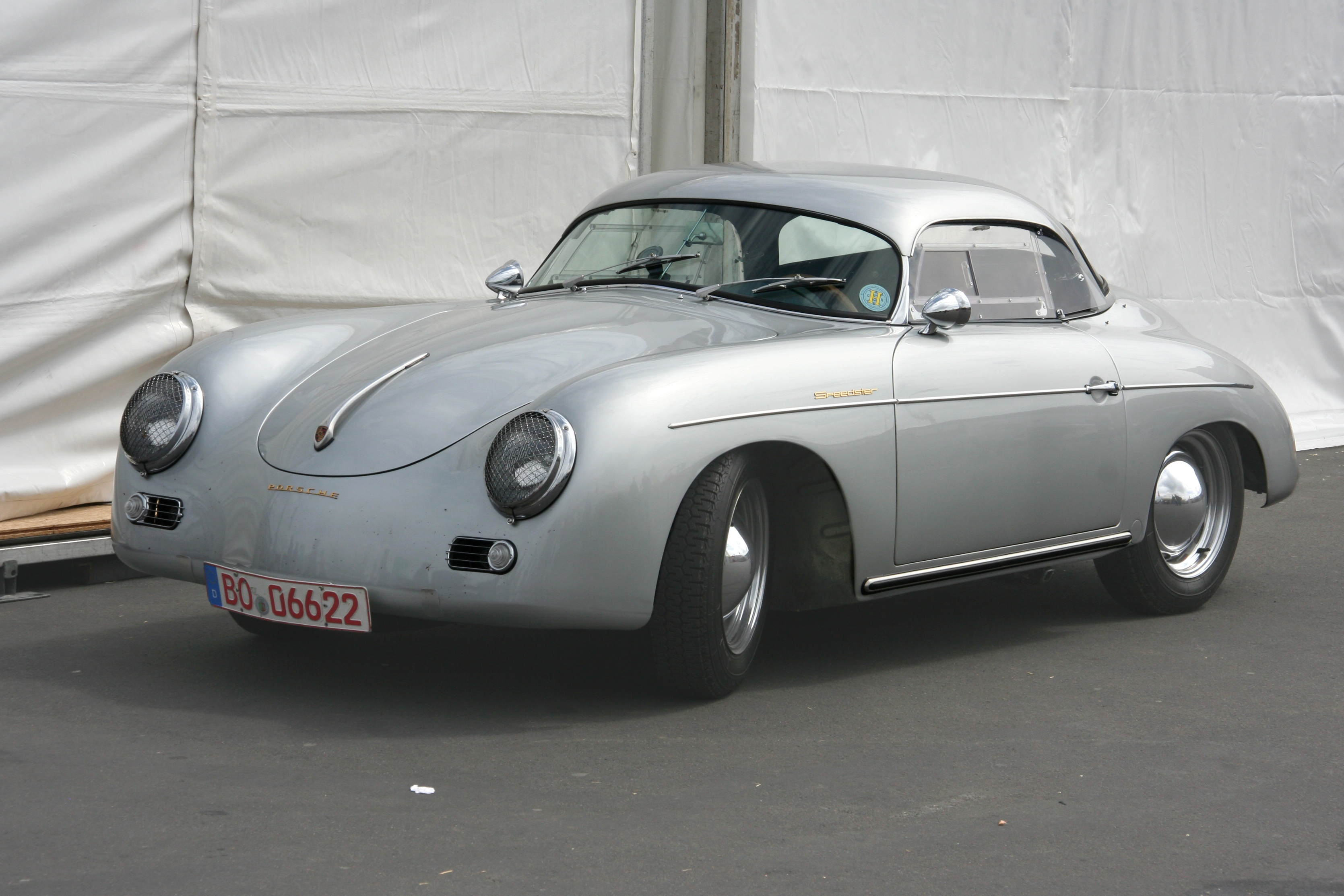
1957: abnehmbares Hardtop auf einem Porsche 356 A Speedster

Hardtop (wörtlich: Hartes Oberteil) ist die englische Bezeichnung für ein festes Dach auf Fahrzeugen. Es wird unterschieden zwischen abnehmbaren Zusatzdächern für Cabriolets, und eben solchen für Pick-ups (auch Aufsatz genannt). Diese Hardtops können bei Bedarf auf das Fahrzeug montiert und bei Nichtgebrauch an geeigneter Stelle gelagert werden. Im US-amerikanischen Sprachgebrauch definiert der Ausdruck in der Regel ein nicht abnehmbares Dach an Personenwagen ohne B-Säule.

## Hardtops für Cabriolets

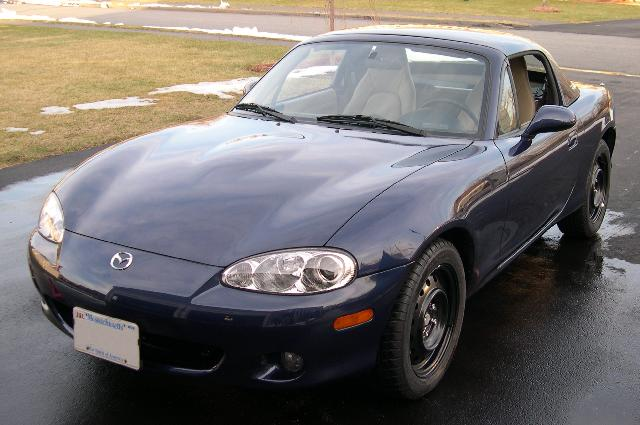
Mazda MX-5 mit Hardtop

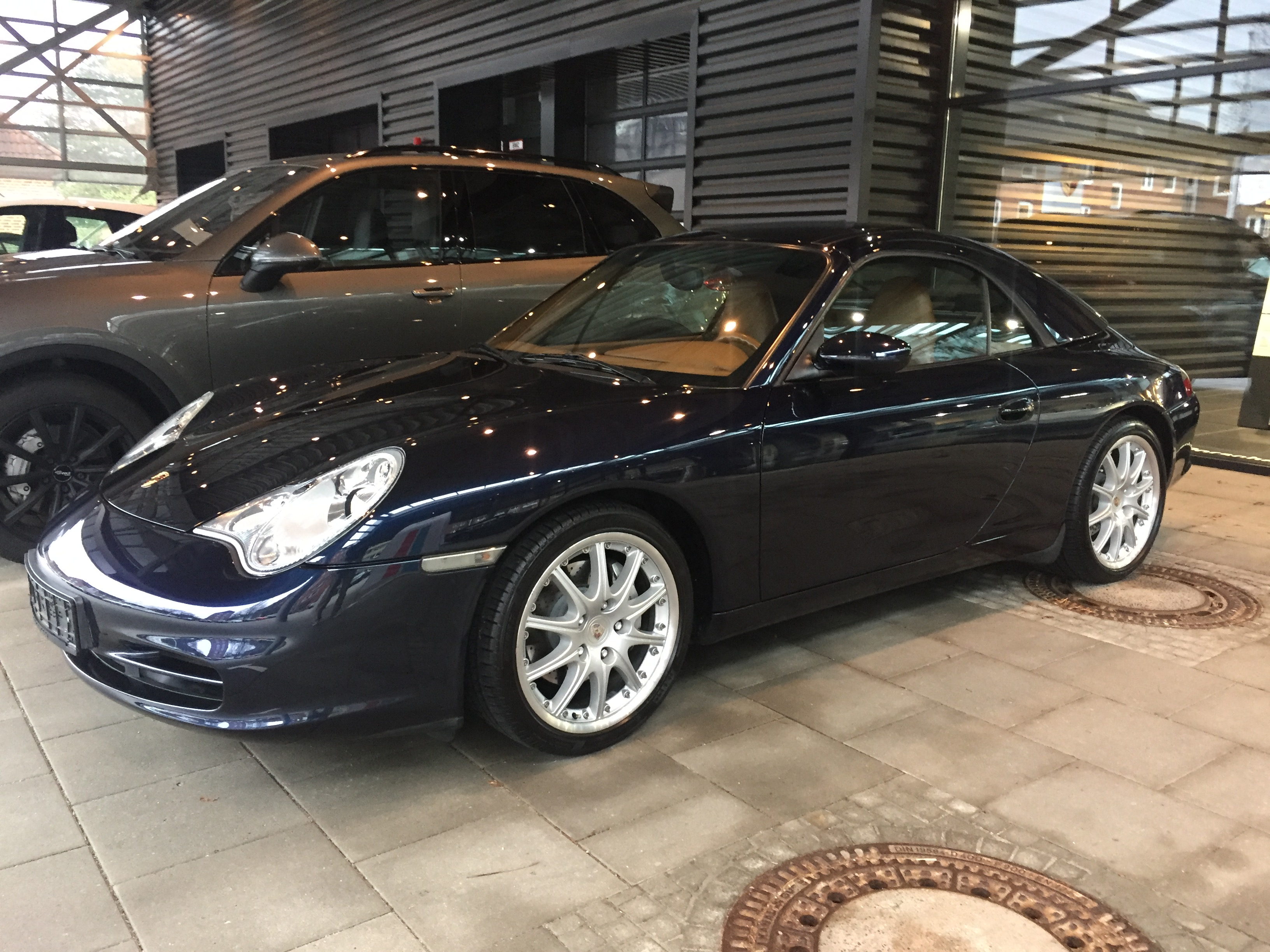
Porsche 996 Cabriolet mit Hardtop

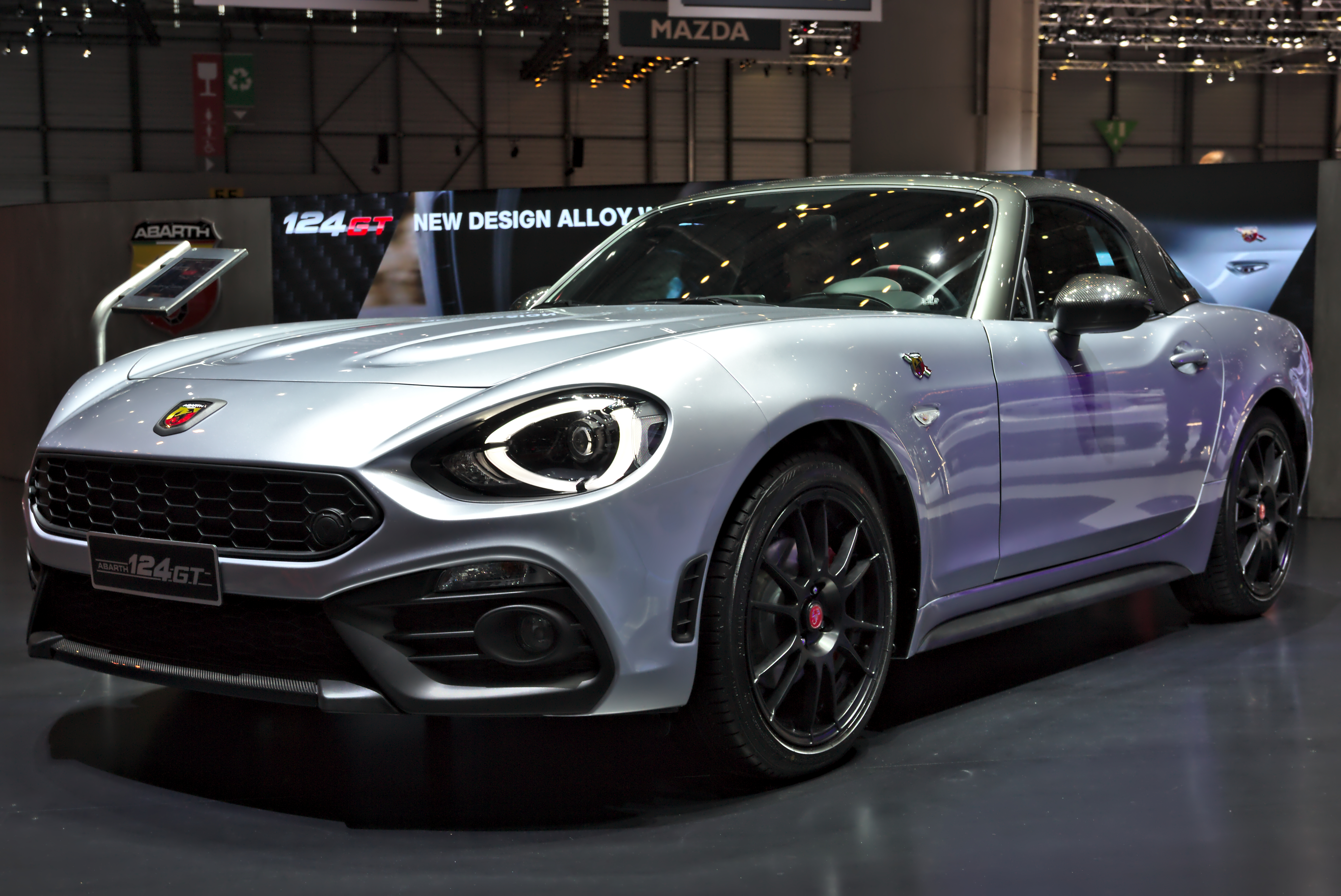
Abarth 124 GT mit Hardtop

Im europäischen Sprachgebrauch definiert der Ausdruck „Hardtop“ in der Regel ein abnehmbares, festes Dach für offene Personenwagen oder solche mit einem Stoffverdeck. Diese Hardtops bestehen in der Regel aus Stahl, Aluminium oder GFK.
Vorläufer dieser Hardtops sind Fahrzeuge mit Sommer- und Winterkarosserie, welche bis in die 1910er Jahre verwendet wurden. Solche meist luxuriöse Automobile wurden mit je einem offenen Aufbau für den Sommer und einem geschlossenen für den Winter geliefert. Im Frühling und Herbst wurde die Karosserie jeweils getauscht; größere Vertretungen boten die Lagerung des nicht benötigten Aufbaus an und führten auch Wartung und Umbau durch. Ein rarer Vertreter dieser Fahrzeuge ist der Sage 24CV von 1906 im Nationalen Automobilmuseum in Mülhausen (Sammlung Schlumpf).
Ein Hardtop dient bei Cabrios als Ersatz für das empfindliche flexible Verdeck und wird hauptsächlich im Winter montiert. Hardtops für Cabrios sind heute fast ausschließlich als Zubehör erhältlich. Bei älteren Fahrzeugen der gehobenen Preisklasse wie dem Mercedes-Benz R 129 gehörten sie zum serienmäßigen Lieferumfang.
Das sogenannte Retractable Hardtop ist beweglich mit dem Fahrzeug verbunden und lässt sich im Ganzen oder in mehreren zusammenklappbaren Teilen in den Kofferraum einfahren.

## Hardtops bei Pick-ups

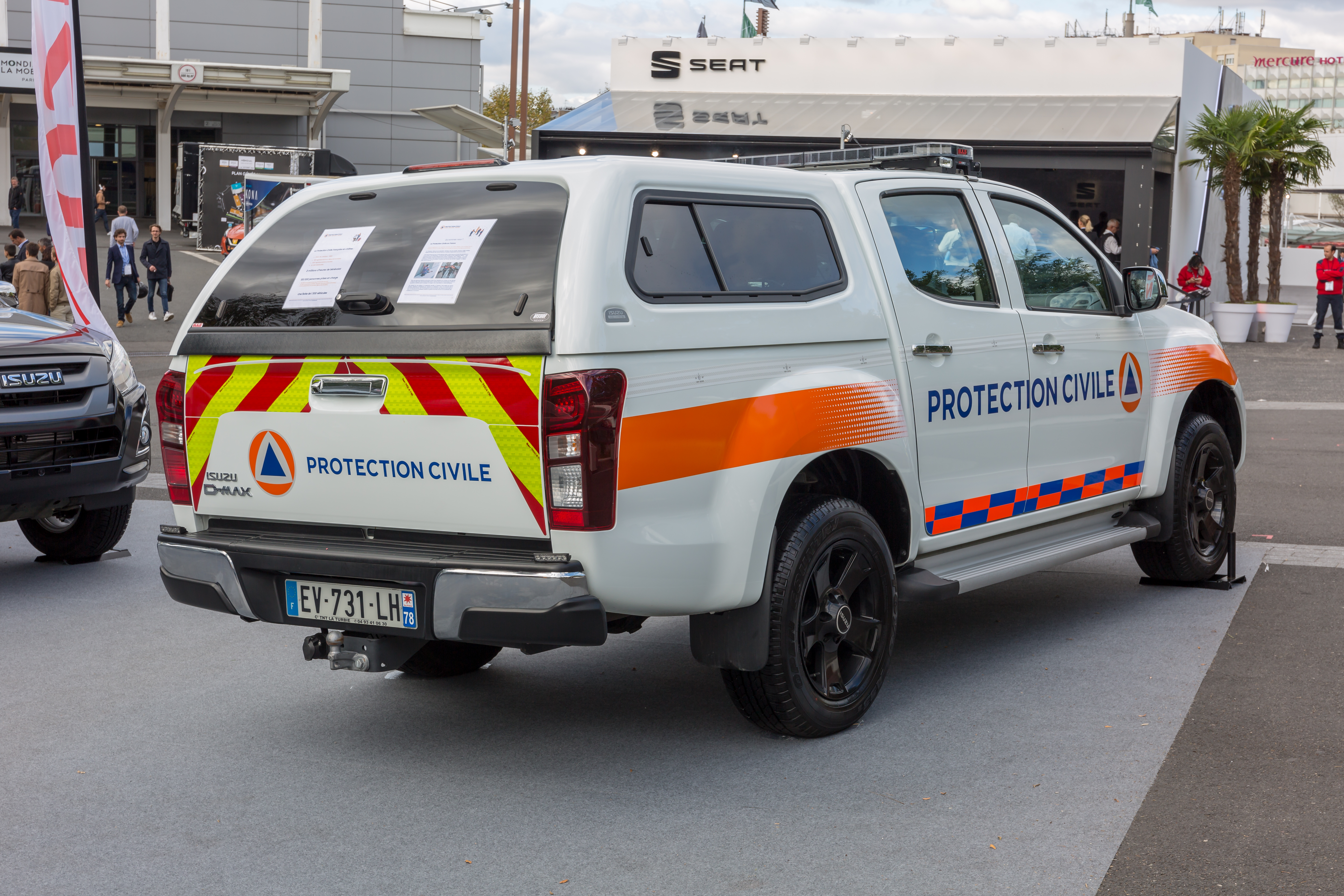
Pick-up mit Hardtop

Bei der Montage eines Hardtops über der Ladefläche eines Pick-ups entsteht ein geschlossener Stauraum. Hardtops für Pick-ups sind daher in den meisten Fällen mit einer zusätzlichen Heckklappe ausgestattet.

## Hardtops bei Limousinen, Coupés und Kombis
Besonders in den USA und Japan dient Hardtop als Bezeichnung für Coupés, Limousinen und in einigen Fällen auch für Kombis ohne B-Säule (Hardtop Coupé, Hardtop Sedan bzw. Hardtop Station Wagon). Das Dach ist bei diesen Modellen nicht abnehmbar. Die Idee lässt sich bis in die späten 1910er Jahre zurückverfolgen. Einer der Pioniere war die J. B. Judkins Company in Sterling Diners und Merrimac (Massachusetts), welche 1917 eine „Transformable“ genannte, siebensitzige Karosserie mit festem Dach auf das Fahrgestell eines Packard Twin Six Modell 3-35 setzte. Die Seitenscheiben waren versenkbar und die je zwei mittleren Dachstützen auf jeder Seite ließen sich herausnehmen und unter dem Rücksitz verstauen. 1918 folgte eine dreitürige Version (mit einer mittleren Türe auf der Fahrerseite, also rechts) auf dem kürzeren Fahrgestell 3-25. Packard nahm diesen Typ sogar in den Sonderkatalog für Spezialkarosserien auf (Karosserie Nr. 532, Basispreis US$ 5050). Eine zweitürige Version, genannt „Touring Sedan“ hatte sogar Einzelsitze vorn. Sie kostete ab US$ 4080. Das Ford Modell T war als Coupelet einer der ersten Serienwagen mit einem solchen Dach. Es wurde Ende 1916 eingeführt (der Vorgänger hatte ein Stoffverdeck). Das Dach war nicht abnehmbar; die nicht versenkbaren Seitenscheiben wurden ausgehängt und in einem Fach unter dem Boden verstaut. Das Fahrzeug kostete US$ 505.
In Europa war neben der Bezeichnung Faux Cabriolet auch Hardtop-Coupé gebräuchlich. So gab es beispielsweise den Ford P7 neben der Limousinen-Variante als Coupé und mit geänderter Dachform als Hardtop-Coupé. Als die Hardtop-Versionen gegen Ende der 1970er Jahre aus der Mode kamen – neue Sicherheitsanforderungen waren ohne B-Säule nur schwer zu erfüllen – und die Modelle wieder B-Säulen erhielten, sprach das Marketing eine Zeit lang gerne vom sogenannten Pillared Hardtop, also vom Hardtop-Modell mit B-Säule.
In Japan werden sogenannte Hardtoplimousinen als sportliche Ableger von herkömmlichen Mittelklasselimousinen vermarktet. Diese verfügen über rahmenlose Seitenscheiben, eine verdeckte B-Säule und eine meist flachere Dachlinie als die reguläre Limousine.
Der Ursprung der Bezeichnung geht auf die späten 1940er Jahre zurück, als General Motors diese Karosserievariante, zunächst als Coupé, auf den Markt brachte. Der optische Eindruck dieser ersten Hardtop-Modelle entsprach in der Tat dem eines Cabriolets mit aufgesetztem festem Dach.

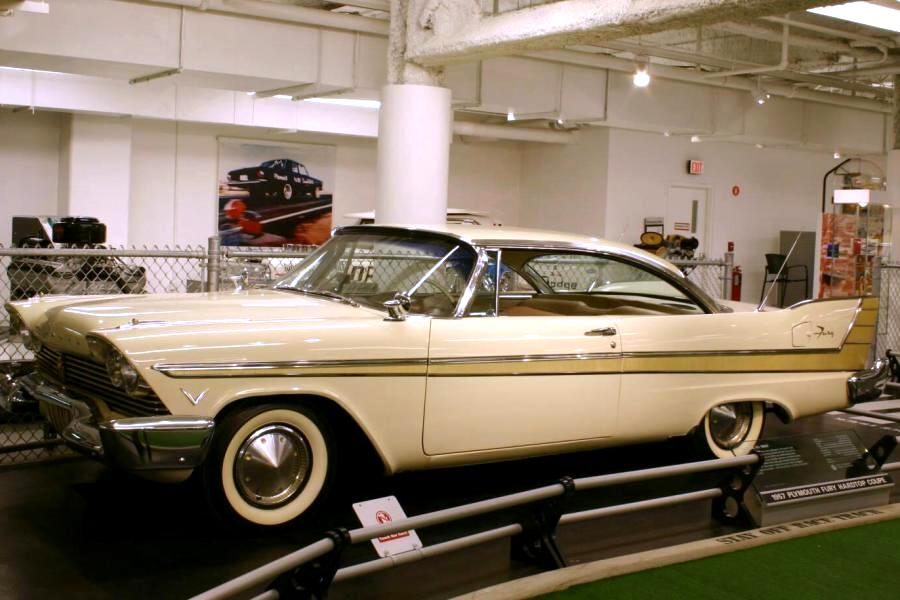
Hardtop-Coupé (Plymouth Fury, 1957)
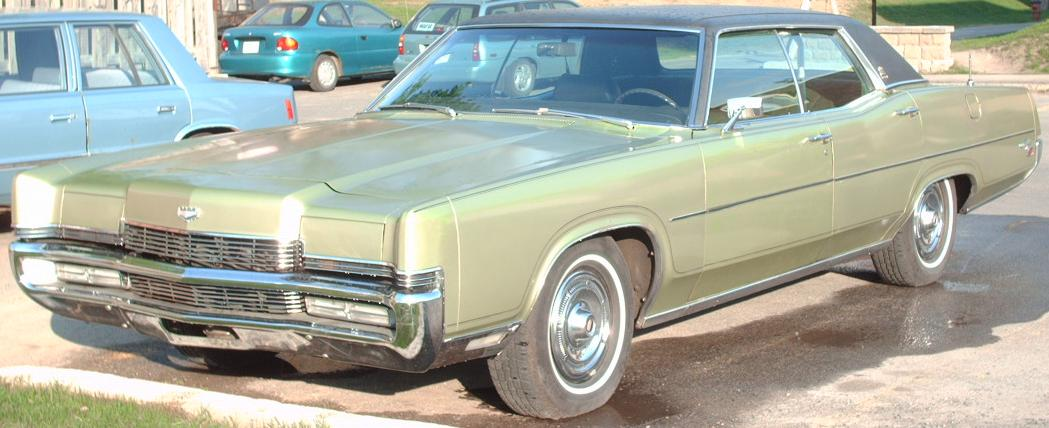
Hardtop-Limousine (Mercury Marquis, 1969)
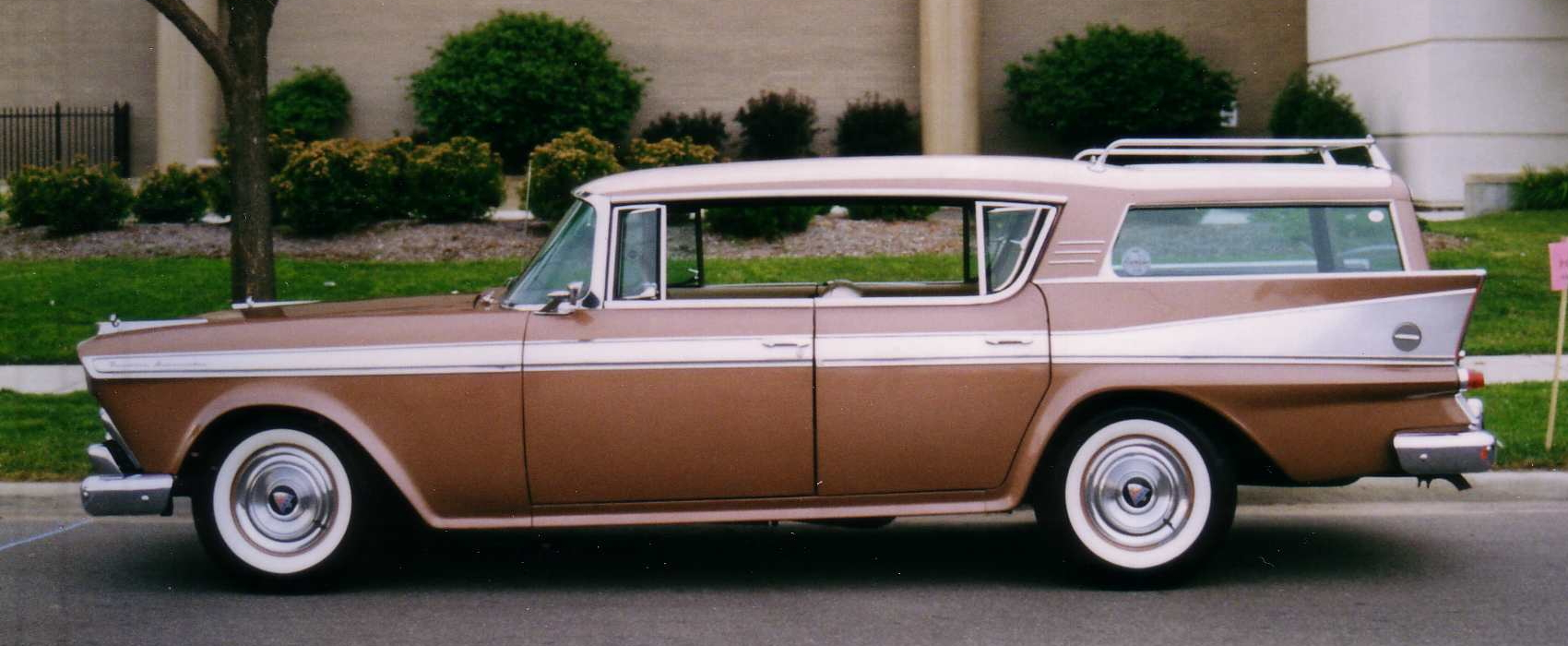
Hardtop-Kombi (AMC Ambassador, 1958)
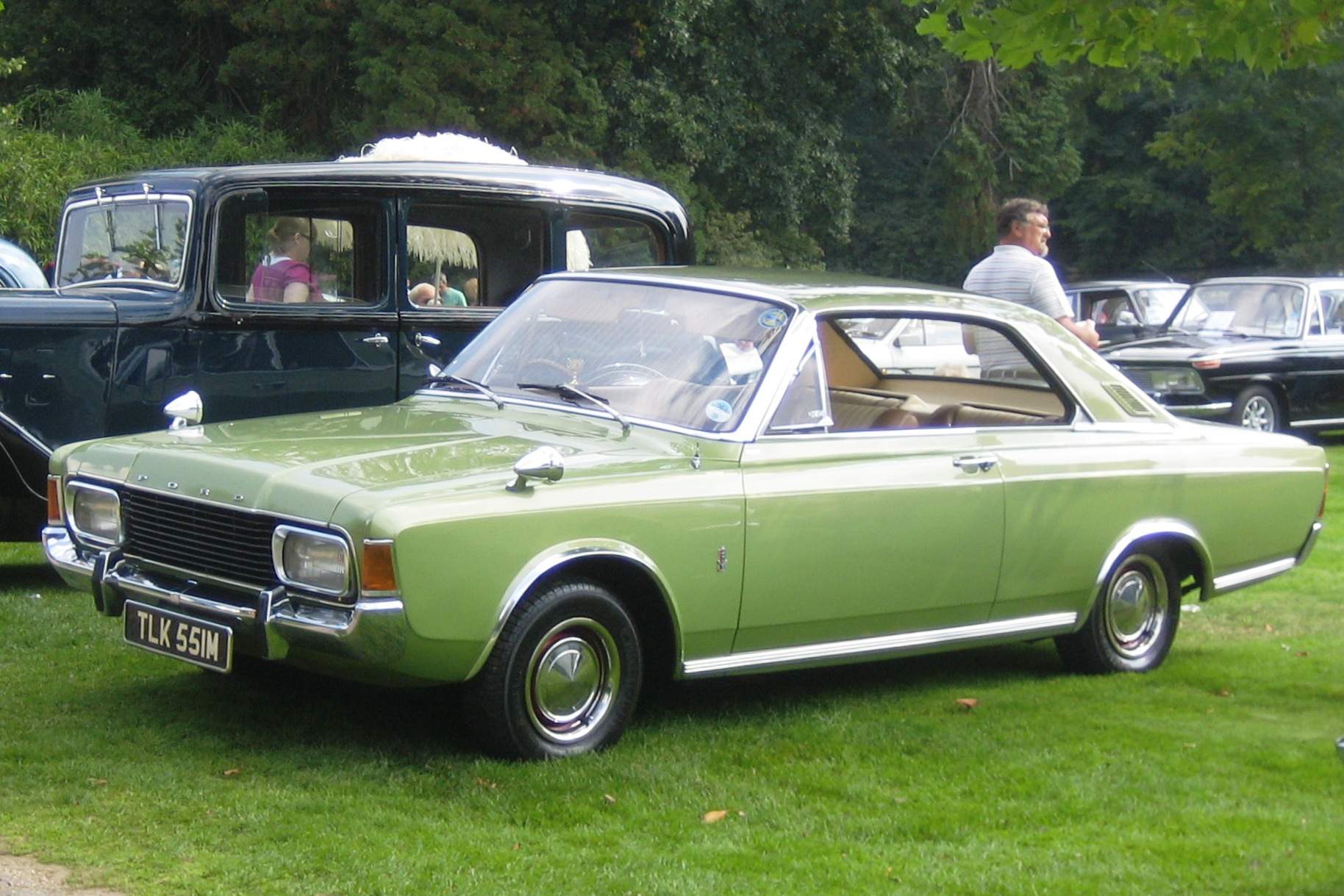
Ford P7, ein Beispiel aus Europa
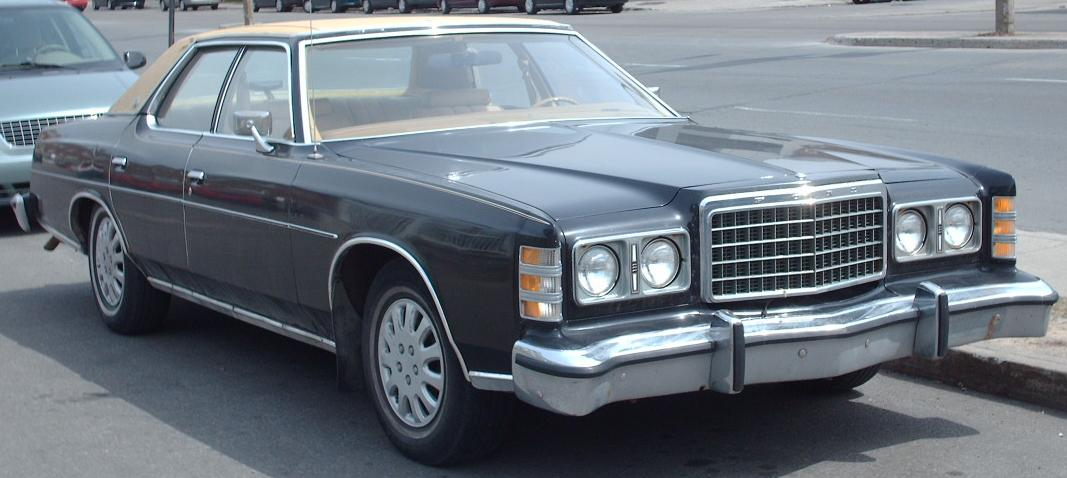
Keine Hardtop-Limousine im herkömmlichen Sinne: Ein als Pillared Hardtop vermarkteter Ford LTD mit fest stehender B-Säule.
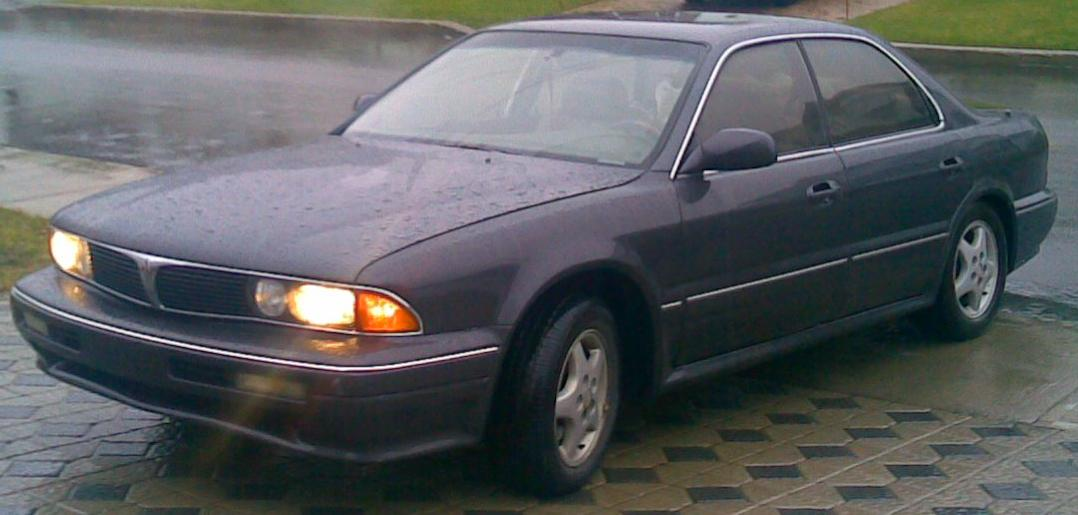
Mitsubishi Diamante (Hardtop-Limousine)
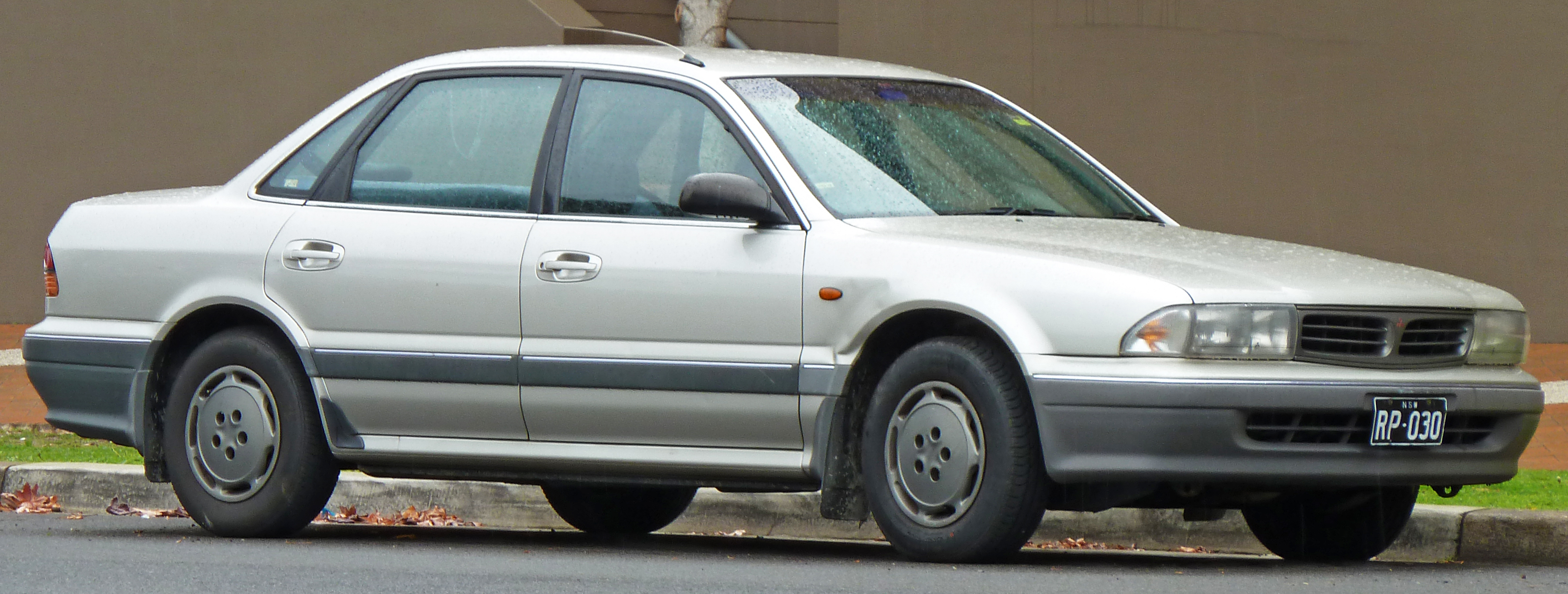
Mitsubishi Magna (herkömmliche Limousine gleiche Baureihe)
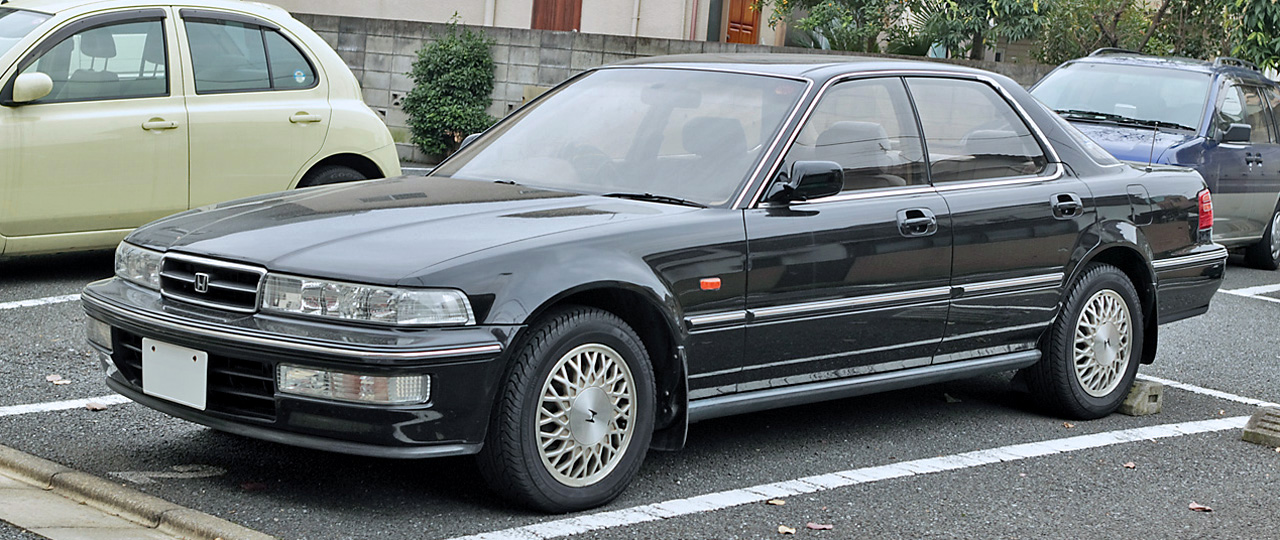
Honda Inspire und Acura Vigor